# Stetsonia (protista)
Stetsonia es un género de foraminífero bentónico de la subfamilia Stetsoniinae, de la familia Pseudoparrellidae, de la superfamilia Discorbinelloidea, del suborden Rotaliina y del orden Rotaliida. Su especie tipo es Stetsonia minuta. Su rango cronoestratigráfico abarca el Holoceno.

## Clasificación
Stetsonia incluye a las siguientes especies:
- Stetsonia altilis
- Stetsonia arctica
- Stetsonia horvathi
- Stetsonia minuta, también considerado como Neocrosbyia minuta
- Stetsonia multiloculata
- Stetsonia spaeciosa

Otras especies consideradas en Stetsonia son:
- Stetsonia micula, de posición genérica incierta
- Stetsonia rotaformis, de posición genérica incierta